# 巴风特

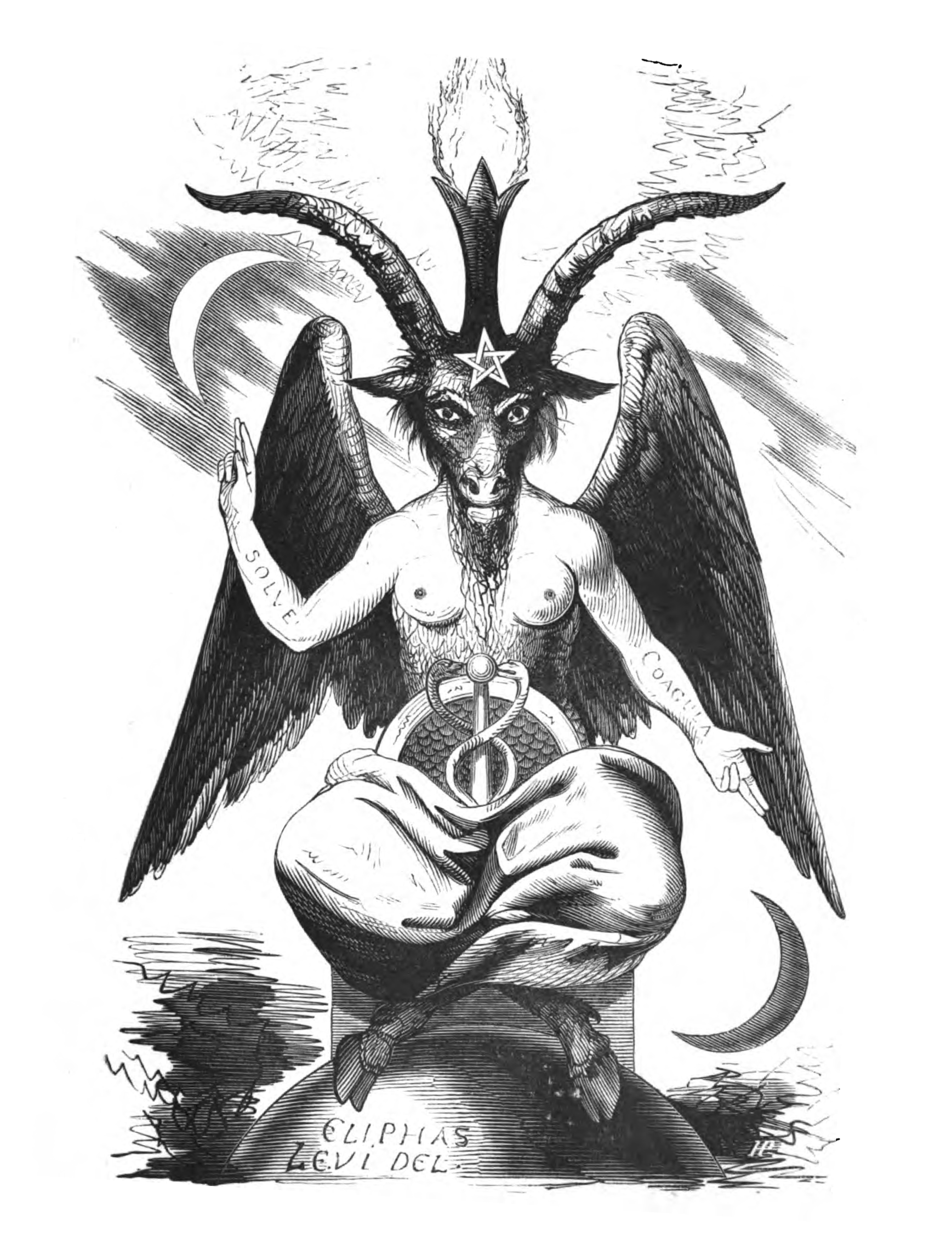
19世纪法國神秘學家艾利馮斯·李維創作的安息日之羊，手臂上写有拉丁文「分解」和「凝結」。

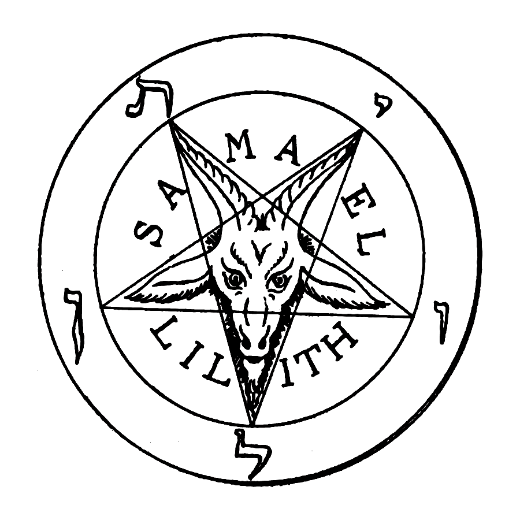
1897年在法國出現的山羊五角星。這個符號後來成為巴弗滅的象徵，通常被稱為「安息的山羊」。1969年，它也成為撒旦教會的官方徽章，名為「巴弗滅印記」。

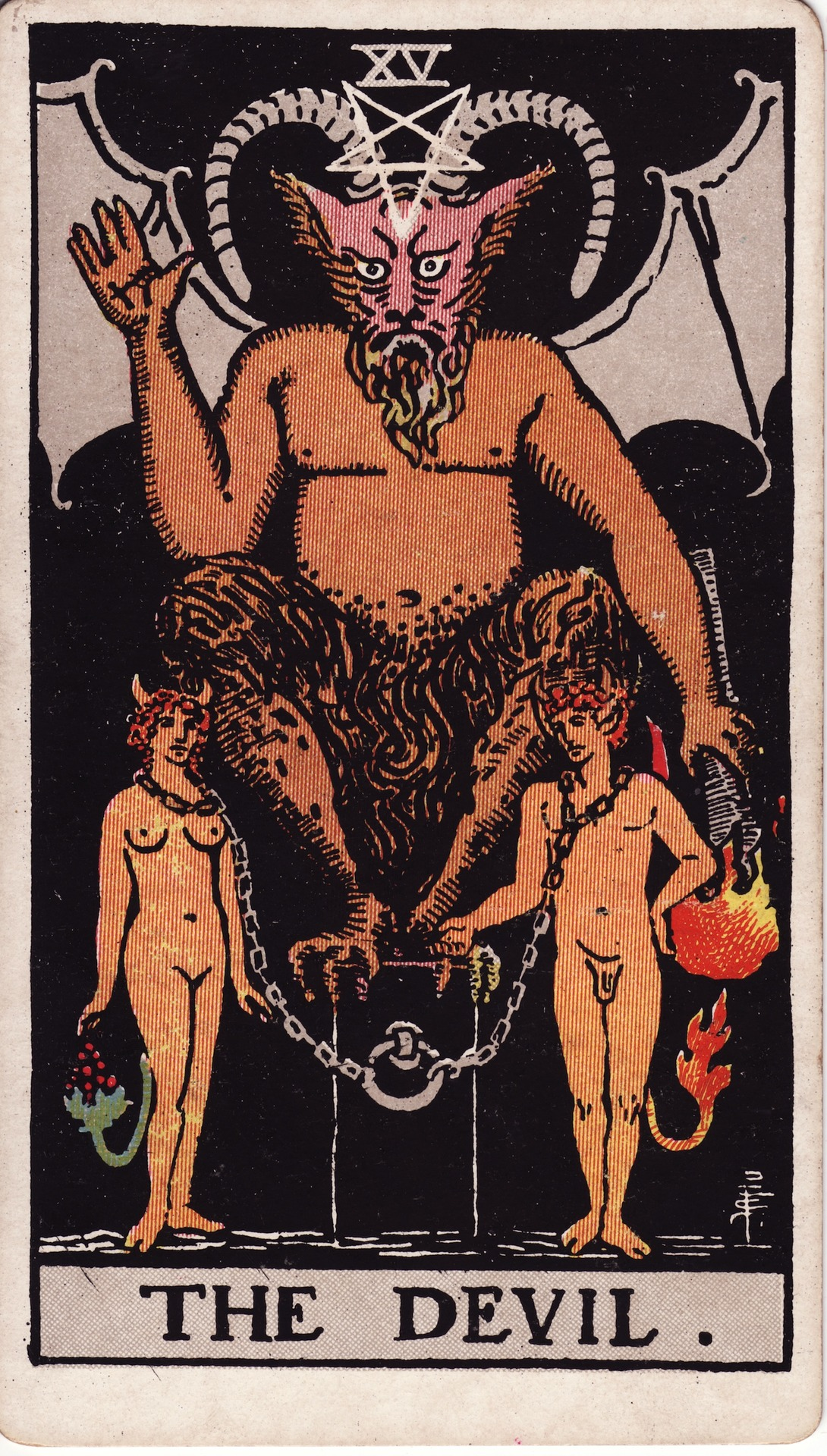
塔羅牌的魔鬼卡。

巴弗滅（英語：Baphomet，舊譯巴風特）是有名的基督宗教惡魔之一，是現今為人所熟知的羊頭惡魔，也是撒旦的代名词。这个名字的起源尚无定论，它最早出现于12世纪晚期一首与穆罕默德有关的普罗旺斯语诗篇中，在14世纪初又作为异教偶像的称呼出现在异端裁判所对圣殿骑士（圣堂武士）的审讯笔录中。然而到了19世纪，这一名称随着一系列伪历史作品的出版又进入了以英语为母语的人们的视线，这些作品试图将聖殿騎士与一系列阴谋论联系起来。“巴风特”从此开始与法国神秘學家艾利馮斯·李維所画的「安息日之羊」有关。

## 历史
巴弗滅最早于1195年出现在欧西坦/普罗旺斯游吟诗人Gavaudan的诗篇《Senhors, per los nostres peccatz》中。 1250年在一首哀悼第七次十字军东征失败的诗中，游吟诗人Austorc d'Aorlhac再一次提到了「Bafomet」。 另外，在被译成欧西坦语的拉蒙·尤依早期作品《Libre de la doctrina pueril》（现仅存世四篇）中，有一篇穆罕默德生平简介的题目就是「De Bafomet」。
1307年10月13日，星期五，法国国王腓力四世镇压了圣殿骑士团，逮捕了大批法国圣殿骑士并使用酷刑逼供。巴弗滅这一名字在几份供述中出现，被承认为圣殿骑士们崇拜的偶像。这几份供述中对其描述千差万别。一些圣殿骑士声称完全不知情，其余的人皆被屈打成招杜撰出诸如一只猫或者一个带三张脸的头的形象。
圣殿骑士面临多达100余种罪名的指控。与腓力四世的政敌们遭到的指控一样，它们大都是莫须有的。 我们所熟知的圣殿骑士所谓「崇拜偶像、鸡奸、向十字架吐口水或撒尿」的行为，早先就被用来指控当时被腓力四世绑架的教皇波尼法爵八世。而对于圣殿骑士崇拜异教偶像巴弗滅的指控是前所未有的。《圣殿骑士百科全书》作者Karen Ralls指出，无论是《圣殿骑士法规》中还是中世纪圣殿骑士的文件中都从未提及过巴弗滅这一名字。

## 艾利馮斯·李維的巴弗滅
對於巴弗滅的形象起源於1861年，法國神秘學家艾利馮斯·李維在他的著作《高等魔法的信條與儀式》中，繪製了巴弗滅最廣為人知的描繪：擁有一對乳房、額頭有五角星、兩角之間有火把、長著翅膀的人形山羊，並在腹部豎立著赫耳墨斯手杖。此後這就變成巴弗滅的官方視覺形象。他在著作裡寫道：
| “ | 插畫上的這隻山羊，額頭上有一顆五角星的標誌，頂上的一點是光的象徵，他的手臂是赫耳墨斯主義的象徵，朝上的那隻手朝向代表慈悲的白月亮，朝下的另一隻手則是指向黑色的嚴峻、這個標誌展現的是慈愛與正義的完美和諧。它的一隻手臂是女性的，另一隻是男性的，宛如海因里希·昆哈特的雌雄同體，那些我們所擁有的特性都在這頭山羊上統一了，因為它是同一個象徵。在它角中的智慧之火是宇宙平衡的魔法之光，靈魂的圖像從個體開始昇華，就像火焰一般，被捆綁在個體之上，在上面照耀著它。這個醜陋的野獸頭顱是象徵動物本能和人類的罪惡，它的種種作為都需要全權負責，承擔嚴絲合縫的懲罰。因為它的靈魂本質是麻木不仁的，當它物質化時終究只能受苦。豎立的桿子象徵永恆的生命，而不是生殖器，這具身體覆蓋著水中的鱗片，在上方的背景中有半個圓形，羽毛緊接著在上面擺動。代表人類的兩個乳房和代表神秘科學中史芬克斯的手臂則是象徵雌雄同體。 | ” |

## 共濟會
李維的創作問世後不久，法國作家尼歐・塔克希爾出版了許多譴責共濟會使用魔鬼崇拜的書本，主要是共濟會員的崇拜對象巴弗滅。如《共濟會的秘密》便譴責共濟會奉行撒旦主義與崇拜巴弗滅。共濟會33度成員艾伯特・派克認為，在共濟會看來巴弗滅並不是什麼崇拜對象，而是一個符號，其真正的含義只給高層的倡導者知曉。
| “                            | 說一個理智的人會崇拜一個叫做巴弗滅的怪誕偶像，或是承認穆罕默德為啟蒙先知，都是非常荒謬的假設。他們的象徵主義，是為了隱瞞那些曝光出來會有危險的東西。當然，那些門外漢一定會誤解，以及那些似乎是泛神論的敵人。金牛犢是亞倫為以色列人所打造的，只不過是青銅之下的一隻假牛罷了，誤解遍地都是。智慧的象徵符號往往被無知大眾視作偶像。在共濟會的高級教導之中，真正的意義是由團體領袖教導、指示和提點，而只有接受者能領會這些符號 | ” |
| ——艾伯特・派克《道德與教條》 | |   |

## 阿萊斯特·克勞利
英國神祕學家阿萊斯特·克勞利在艾利馮斯·李維去世半年後出生，這讓他堅信自己是李維的投胎轉世。克勞利在東方聖殿騎士團這個被他大力推廣的秘密社團中便以巴弗滅之名自稱而廣為人知。
| “                                                | 我選擇巴弗滅這個名字，作為我在東方聖殿騎士團中的座右銘。六年多來，我致力於嘗試找出這個名字的正確拼法。我知道它一定有八個字母，同時數字與文字的對應關係也能成為研究它含義的方式，而且這還能釐清考古學家至今依然無法解答的問題。其中一個理論是，它代表智慧的洗禮；除此之外，它也是一個意為父親密特拉的放蕩頭銜。毫無疑問，自然是支持後者這個理論。好比巫師的拼寫法一樣，我添加了單字，它總計是729個，這組數字從來沒有出現在我的神秘學研究裡，因此這對我而言沒有任何含義。然而，它自己被認為是九邊形立方體。至此，這位巫師已經展現了極其出色的素質！他梳理了詞源學問題，並且解釋了為什麼聖殿騎士會拿巴弗滅這個名字稱呼他們的偶像。巴弗滅是父親密特拉，是聖殿一隅的立方石。 | ” |
| ——阿萊斯特·克勞利《阿萊斯特·克勞利的自白：自傳》 | |   |

## 撒旦教

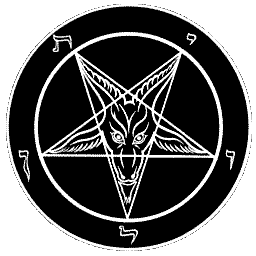
撒旦教會的官方徽章「巴弗滅印記」。

撒旦教會的創始人安東·拉維於1966年成立了這個頗有影響力的神秘學團體。這個組織以「巴弗滅印記」作為它的官方標誌：一個置於逆五角星內的巴弗滅山羊頭顱。根據安東・拉維的說法，聖殿騎士團崇拜的巴弗滅就是撒旦的符號。巴弗滅在撒旦教儀式中是很顯著的存在，它會作為符號被放置在撒旦儀式的祭壇上。根據拉維在《撒旦聖經》中的敘述，他解釋了巴弗滅這個符號：
| “ | 巴弗滅這個符號曾經被聖殿騎士團用來作為撒旦的象徵。從古至今這個符號有很多不同的稱呼。它們包括：門德斯的山羊、千年不老之羊、黑暗之羊、猶大之羊，其中最恰當的也許就是替罪羊。巴弗滅代表著黑暗權力與山羊生產、生育力的結合。它純粹的五角星代表人被五顆星點環繞的形象——三顆朝上，兩顆朝下——象徵著人類的精神本質。撒旦教同樣採用五角星，但因為撒旦教代表與精神本質相反的人類肉體本能，於是五角星被倒轉過來，完美的和這隻羊的頭結合——它的羊角代表二重性，向上挑戰的推力；其它三個翻轉的點則是否定三位一體。圍繞這個符號外圍的希伯來字母來自於卡巴拉的魔法教導，因此可以拼出利維坦，深淵之水中的蛇，並與撒旦等同。這些文字對應著逆五角星的五個點。 | ” |

## 文化影響
巴弗滅是象徵對立和諧達成的鍊金術合成物。神秘主義者相信，藉由對生命力量的掌握，一個人便能發揮魔法以及精神啟迪。艾利馮斯·李維的描述包括好幾個暗示昆達里尼昇華的符號 — 蛇形的力量 — 這最終就能啟動松果體，也就是俗稱的「第三隻眼」。所以巴弗滅也代表著神秘學的過程。
隨著時間推移，這個符號已經有了比其秘儀含義更繁多的意義。經過一番爭論，最後的「替罪羊」幾乎都是巫術、黑魔法和撒旦。自從在流行文化獲得廣泛推崇後，巴弗滅這個圖案現今已經被用於任何與神秘主義和儀式主義相關的符號了。
巴弗滅已在許多電子遊戲當中成為怪物NPC，例如《仙境傳說》、《天堂》、《神魔之塔》、《幻想神域》、《白猫プロジェクト》。